# Саянский
Сая́нский — посёлок городского типа в Рыбинском районе Красноярского края России. Административный центр городского поселения Саянский.
Статус посёлка городского типа с 1979 года.

## География
Расположен в восточной части Красноярского края.
Часовой пояс
Посёлок Саянский находится в часовой зоне МСК+4. Смещение применяемого времени относительно UTC составляет +7:00.

## Население
| 1989  | 2002  | 2009  | 2010  | 2012  | 2013  | 2014  | 2015  | 2016  | 2017  |
| ----- | ----- | ----- | ----- | ----- | ----- | ----- | ----- | ----- | ----- |
| 3957  | ↗4025 | ↘3913 | ↗4047 | ↘3996 | ↘3980 | ↘3977 | ↗4039 | ↗4046 | ↘4004 |
| 2020  | 2021  |       |       |       |       |       |       |       |       |
| ↘3997 | ↘3947 |       |       |       |       |       |       |       |       |

## Инфраструктура
В посёлке два корпуса школы, два детских сада, 15 железнодорожных предприятий, поликлиника и узловая больница на станции Саянская. Имеется сеть частных магазинов, парикмахерских, плавательный бассейн, клуб «Железнодорожник».
В 2013 году, ко Дню железнодорожника в поселке был сдан новый детский сад на 290 детей. Был представлен на XVI Международном фестивале «Зодчество» в Московском манеже, где получил высокую оценку экспертов. Площадь детсада составляет 6 тысяч квадратных метров).

## Транспорт
В посёлке находится узловая железнодорожная станция Саянская Абаканского региона Красноярской железной дороги на Южсибе, здесь заканчивается железнодорожная линия от станции Уяр. Через посёлок проходит региональная автомобильная дорога от трассы Р413 до Стойбы и Партизанского.